# Prima guerra civile castigliana
La Prima guerra civile castigliana fu il conflitto svoltosi dal 1351 al 1369 tra il re di Castiglia e León, Pietro il Crudele ed i nobili ribellatisi ai soprusi del re e che già, nel 1355, erano guidati dal fratellastro di Pietro, Enrico di Trastamara. Per una dozzina di anni fu una guerra esclusivamente castigliana ma, a partire dal 1366, vide l'intervento anche di altri regni e divenne soprattutto uno scontro tra regno di Francia e regno d'Inghilterra, che rese questa guerra una parte della guerra dei cent'anni.

## Cause
Pietro I, che i suoi sostenitori chiamavano il Giusto, ma i suoi detrattori, il Crudele, aveva cercato di limitare le libertà della nobiltà, usando anche mezzi coercitivi e punendo con severità le eventuali ribellioni. Per questi metodi sbrigativi, usati anche con la prima moglie, la nipote del re di Francia, Bianca di Borbone, sposata il 3 giugno 1353, abbandonata dopo solo 3 giorni, poi ripudiata e, nel 1355, imprigionata.
Nel 1354, era iniziata una ribellione, guidata dal suo ex precettore, il nobile portoghese Giovanni Alfonso di Albuquerque che morì in ottobre per avvelenamento a Medina del Campo, e dai figli di Eleonora di Guzmán. Nel 1355, alla guida dei ribelli vi era Enrico di Trastámara.

## I primi dodici anni
Nel 1355, si unì ai ribelli, con le sue truppe galiziane, anche, Fernando Ruiz de Castro, il fratello della terza moglie di Pietro, Giovanna de Castro, che da Pietro era stata abbandonata. I ribelli riuscirono a conquistare Toledo e Toro, ma dopo un incontro tra il re e i ribelli, nelle vicinanze di Toro, Pietro riparti per Segovia avendo guadagnato alla sua causa il fratellastro Tello ed i cugini primi, i principi d'Aragona, figli di sua zia Eleonora di Castiglia e di Alfonso IV di Aragona, Ferdinando (1329–1363) marchese di Tortosa e Giovanni (circa 1330 – 1358). Convocate le Cortes ottenne le truppe per riconquistare le due città e porre fine alla ribellione.
Durante la ribellione a Pietro I il Crudele, il re d'Aragona Pietro IV aveva appoggiato Enrico di Trastámara, permettendogli di transitare con le sue truppe nei possedimenti della corona d'Aragona e nel 1356 attaccò due navi genovesi nel porto andaluso di Sanlúcar de Barrameda, in quanto la repubblica di Genova era alleata di Pietro I che voleva riprendersi i territori murciani ceduti al regno di Valencia, iniziando così una guerra che durò circa cinque anni. Questa guerra è conosciuta come guerra dei due Pietri e terminò nel 1361, senza vincitori né vinti, con la pace di Terrer del 18 maggio.
Contemporaneamente la guerra civile tra Pietro ed Enrico continuava stancamente sino al 1365.

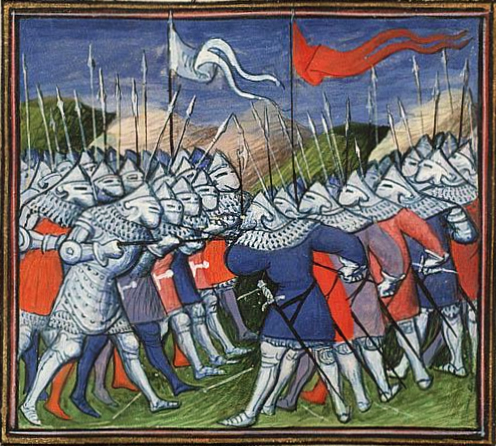
Miniatura della Battaglia di Nájera tratta dalle Chroniques di Jean Froissart (secolo XIV)

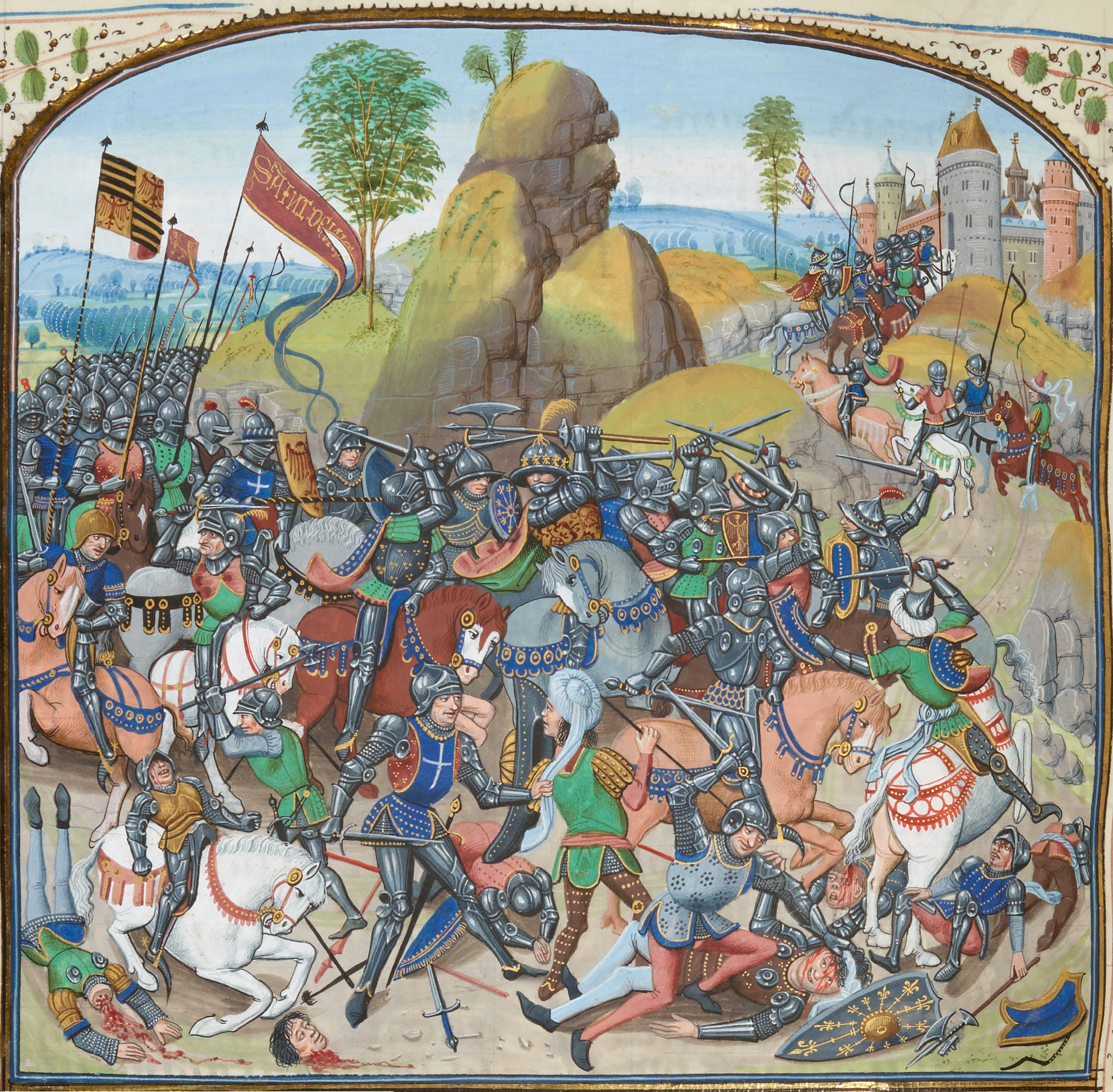
Miniatura della Battaglia di Montiel tratta dalle Chroniques di Jean Froissart (secolo XIV)

## Gli ultimi tre anni di guerra
Nel 1366, la sollevazione guidata ancora da Enrico conte di Trastámara, riprese, e con le truppe dell'alleato, il re di Francia, Carlo V il Saggio, invase nuovamente la Castiglia. Gli insorti si impadronirono di Toledo e di quasi tutto il regno di Castiglia, esclusa Siviglia e la Galizia ed Enrico venne proclamato re a Calahorra. Pietro chiese allora aiuto agli inglesi, che intervennero da Bordeaux, con le truppe del principe di Galles, Edoardo il Principe Nero, ed il suo alleato il re di Navarra, Carlo II il Malvagio, che gli permise il passaggio attraverso il regno di Navarra. Bertrand du Guesclin, alla guida della compagine francese, possedeva l'esperienza necessaria per superare il Principe Nero, avendolo già combattuto varie volte, e conosceva perfettamente il valore delle tattiche usate dal principe di Galles. Ma Enrico II di Castiglia rifiutò di ascoltare i consigli di Bertrand du Guesclin che consistevano nell'incalzare l'avversario, tendendogli delle trappole, poiché il nemico era abile in materia di strategia e di tattica militare. Per Enrico di Trastámara, la vittoria sarebbe dipesa solo da una battaglia campale, per cui il 3 aprile 1367, Enrico di Trastámara affrontò in battaglia gli inglesi: l'esercito franco-castigliano fu facilmente sconfitto nella battaglia di Nájera, e Bertrand du Guesclin fu catturato, mentre Enrico dovette fuggire e riparare in Francia. Così Pietro I il Cudele riuscì ad avere il sopravvento sui rivoltosi e, verso la fine del 1367 aveva riconquistato buona parte del regno.
Ma Edoardo era ammalato e le sue truppe guasconi e navarrine furono colte da dissenteria, quindi dovettero abbandonare la Castiglia, ed allora Enrico, all'inizio del 1368, assistito da truppe francesi al comando di Bertrand du Guesclin (liberato dopo aver pagato un forte riscatto), attraversando il regno d'Aragona, loro alleato, riuscirono ad occupare la metà orientale del regno di Castiglia, conquistando la città di León, il 15 gennaio.
Per tutto il 1368 la situazione rimase in stato di stallo, finché all'inizio del 1369, Pietro, ricevuto l'aiuto di truppe musulmane, dai Merinidi e dal regno di Granada, con i suoi partigiani e la quasi totalità degli Ebrei castigliani, con l'appoggio dei portoghesi, lasciò l'Andalusia per andare a liberare Toledo, assediata dal fratellastro. Lo scontro avvenne nelle vicinanze di Montiel e il 14 marzo 1369, Enrico di Trastámara lanciò l'offensiva finale che, per la brillante tattica adottata dal du Guesclin sbaragliò la resistenza realista e costrinse il fratellastro, Pietro il Crudele, a fuggire e a rifugiarsi nel castello di Montiel.
Pietro, per poter fuggire dal castello di Montiel, la notte tra il 22 e il 23 marzo, cercandone la complicità, si mise in contatto con du Guesclin, che finse di accettare, ma poi lo introdusse in una tenda in cui si trovava il fratellastro. I due si scagliarono uno contro l'altro e, quando sembrava che Pietro avesse la meglio, du Guesclin intervenne e atterrò Pietro che fu sopraffatto e ucciso da Enrico, che gli successe sul trono.

## Esito finale
A Calahorra Enrico si fece proclamare re di Castiglia e León e fu incoronato nel monastero di Santa María la Real de Las Huelgas a Burgos come Enrico II di Castiglia. La guerra civile era terminata e la casa di Trastámara aveva sostituito sul trono la casa degli Anscarici, che era sul trono dal 1126. Il consolidamento della sua nuova posizione risultò molto difficile: il re, Enrico II, poteva contare soltanto con l'appoggio dei francesi mentre doveva difendersi dagli attacchi di Inghilterra, Portogallo, Navarra e Aragona; regioni intere (come la Galizia, Zamora e Ciudad Rodrigo) erano fuori dal suo controllo, fedeli al re assassinato. In dieci anni di regno Enrico II riuscì a stabilizzare la situazione.